# Transromanica

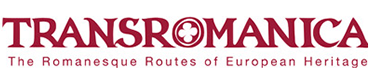
Logo-ul itinerariului european Transromanica

Transromanica este un itinerariu european de punere în valoare a arhitecturii romanice.

## Întindere
Transromanica se întinde din Portugalia și Spania, trece prin Franța, Italia, Germania, Austria și Slovacia și ajunge până în Serbia și România.